# Alluaudia (växter)
Alluaudia är ett växtsläkte i familjen Didiereaceae. Släktets vetenskapliga namn hedrar den franska politikern och forskaren François Alluaud.
Släktets arter förekommer bara på sydvästra Madagaskar och de är utformade som taggiga buskar eller träd. Träden kan bli upp till 10 meter höga (sällan 15 meter) och de når vid grunden en diameter av upp till 50 cm. Blommorna har en diameter upp till 1 cm och de är vita, ljusgröna, ljusgula eller ljusröda.
Släktet utgörs av 6 arter:
- Alluaudia ascendens
- Alluaudia comosa
- Alluaudia dumosa
- Alluaudia humbertii
- Alluaudia montagnacii
- Alluaudia procera